# Arktis-Antarktis-Kopplung
Mit Arktis-Antarktis-Kopplung werden die Klimakopplungen zwischen Arktis und Antarktis bezeichnet. Die Forschung beschäftigt sich dabei mit der Frage, wie sich vergangene Klimaschwankungen auf den beiden Hemisphären miteinander in Einklang bringen lassen.

## Das Modell der bipolaren Temperaturwippe

Das Konzept gegenläufiger mittlerer Temperaturen auf den beiden Hemisphären lässt sich anschaulich als Wippe darstellen

Ein einfaches Modell der interhemisphärischen Kopplung ist das der so genannten bipolaren Wippe (bipolar seesaw), das einen genau gegenläufigen Temperaturverlauf zwischen Nord- und Südpolargebiet postuliert. Grundlage dieser Annahme ist die thermohaline Zirkulation des Atlantiks: Da das Wasser im Nordatlantik aufgrund seiner geringen Temperatur und hohen Salzgehalts absinkt, strömt Oberflächenwasser aus südlicher Richtung nach. Diese Strömung erstreckt sich bis auf die Südhemisphäre und ist so stark, dass der südliche Atlantik insgesamt Wärme von Süden nach Norden (also in Richtung höherer Einstrahlung) transportiert. Wird nun die thermohaline Zirkulation z. B. durch große Einträge von Süßwasser im Norden abgeschwächt oder gar umgekehrt, hat dies eine Abkühlung des Nordatlantiks und damit Grönlands zur Folge, da nun nicht mehr so große Mengen warmen Wassers von Süden herangeführt werden. Gleichzeitig wird der Südhemisphäre aber auch weniger Wärme entzogen, so dass die Temperaturen des Südlichen Ozeans steigen. Derselbe Zusammenhang führt zu einer Abkühlung des Südens, sobald sich die Ozeanzirkulation wieder verstärkt und dem Norden ein Ende der Kaltzeit bringt.

## Messungen aus Eisbohrkernen
Von besonderem Interesse ist in diesem Zusammenhang die Untersuchung starker und abrupter Klimaänderungen wie der Dansgaard-Oeschger-Ereignisse. In den letzten 110 tausend Jahren sind 24 solcher rapiden Erwärmungen identifiziert worden, indem in Grönland gewonnene Eisbohrkerne auf ihre Isotopenverhältnisse untersucht wurden, die Aufschluss über Temperaturen früherer Zeitalter geben. Die Messungen ließen auf drastische Temperaturänderungen zwischen 9 und 16 Grad Celsius schließen. Allerdings stehen diese Werte nicht für eine globale Erwärmung, da Eisbohrkerne, die in der Antarktis gewonnen wurden, keine so starken Temperatursprünge aufweisen. Es ist jedoch davon auszugehen, dass die drastischen Ereignisse auf der Nordhemisphäre auch das antarktische Klima beeinflusst haben.
Die Analyse möglicher Kopplungsmechanismen zwischen Nord- und Südhemisphäre ist aus verschiedenen Gründen schwierig: Zum einen sind die Bohrkerne der Antarktis aufgrund der geringeren Niederschlagsrate zeitlich nicht gut aufgelöst, zum anderen sind viele Signale schlicht zu schwach, um eine eindeutige Interpretation zuzulassen.
Um die Theorie der Temperaturschaukel anhand der Daten aus Eisbohrkernen zu testen, müssen die in Arktis und Antarktis gewonnenen Bohrkerne datiert werden, so dass sichergestellt werden kann, welche Stellen in den Bohrkernen sich zeitlich entsprechen. Diese Synchronisierung geschieht über die Messung von im Eis eingeschlossenen Luftbestandteilen wie z. B. Methan, die global gleichmäßig verteilt sind. Die Temperatur, die bei der Bildung des Eises herrschte, wird aus dem Verhältnis der Sauerstoffisotope {\displaystyle O^{18}} und {\displaystyle O^{16}} bestimmt.
Die Messungen aus Grönland und der Antarktis zeigen mit Ausnahme der letzten Eiszeit kein gegenläufiges Verhalten der Temperatur, sondern eine deutliche Phasenverschiebung zwischen den Messreihen, die darüber hinaus auch bei einer Korrektur der Verschiebung nur geringe Gemeinsamkeiten aufweisen. Zudem liefern selbst moderne Klimamodelle widersprüchliche Ergebnisse zu diesem Sachverhalt.

## Modelle und Theorien
Mit einem einfachen Modell lässt sich demonstrieren, warum die klassische Vorstellung einer bipolaren Temperaturschaukel so direkt nicht beobachtbar ist: Die Signalübertragung von der Nord- zur Südhemisphäre erfolgt nicht sofort, sondern die großen, thermisch trägen Ozeanmassen brauchen eine lange Zeit, um ihre Temperatur den veränderten Strömungsbedingungen anzupassen. Die Ausbreitung eines Temperatursignals geschieht im Allgemeinen über Wellenphänomene wie Kelvin- und Rossbywellen. Kelvinwellen sind Anomalien der Meereshöhe, die sich nur entlang von Küsten oder des Äquators ausbreiten können. Insbesondere küstengebundene Kelvinwellen sind für die Zeitdauer der Signalübertragung zwischen Nord- und Südhemisphäre entscheidend. Da das Südpolarmeer so gut wie keine Küsten aufweist, ist die Ausbreitung von Temperatursignalen aufgrund der thermischen Trägheit des Ozeans dort stark gehemmt und eine Klimaänderung auf der Nordhemisphäre wird vom Ozean nur stark verzögert und gedämpft weitergegeben. Ausgehend von dieser Modellannahme lässt sich abschätzen, wie groß die Verzögerung durch den Südlichen Ozean sein muss, um eine möglichst gute Übereinstimmung mit den Messungen aus den Eisbohrkernen zu erzielen. Die höchste Korrelation liegt dabei im Bereich von etwa 1000 Jahren. Dieses Ergebnis deckt sich ungefähr mit Berechnungen durch Klimamodelle, allerdings nur für die letzten 25-23 tausend Jahre. Vor dieser Zeit scheint die Kopplungsdauer noch deutlich größer gewesen zu sein, was eine Änderung der physikalischen Gegebenheiten im Südpolarmeer vermuten lässt. Tatsächlich gibt es Hinweise darauf, dass die Schichtung des Ozeans damals stärker war, was eine erhöhte Umwälzdauer bedeuten würde. Allerdings ist dieses Modell zu simpel, um zu beweisen, dass der Südliche Ozean wirklich der entscheidende Faktor bei der Verzögerung von Klimasignalen ist. Denkbar wäre zum Beispiel, dass auch das Inlandeis, von wo die Messungen schließlich stammen, daran beteiligt ist. Die Klärung dieser Fragen ist lange nicht abgeschlossen und daher Gegenstand aktueller Forschung.